# Alsodidae
Alsodidae (лат.) — семейство бесхвостых земноводных, обитающих в Южной Америке. До 2011 года рассматривалось как подсемейство Alsodinae семейства Cycloramphidae.

## Описание
Общая длина представителей этого рода колеблется от 25 до 70 мм. У самцов в сезон размножения развиваются шипы на груди и колючие выступы на большом и втором пальцах. Окрас жёлтый, коричневый или сетчатый.

## Образ жизни
Ввиду редкого обнаружения большинства видов образ жизни изучен недостаточно. Представителей семейства обнаруживали в самых разных биотопах — влажных лесах, заболоченных местностях, каменистых берегах, рядом с высокогорными водоёмами. По всей видимости, толерантны к изменениям среды.

## Распространение
Ареал простирается от Южной Бразилии до северного Парагвая, Чили и Аргентины.

## Классификация
На январь 2023 года в семейство включают 3 рода и 30 видов:
- Alsodes Bell, 1843 — Шипогруды (19 видов)
- Eupsophus Fitzinger, 1843 (10 видов)
- Limnomedusa Fitzinger, 1843 — Лимномедузы (1 вид)

- Limnomedusa macroglossa (Duméril & Bibron, 1841) — Лимномедуза

## Галерея

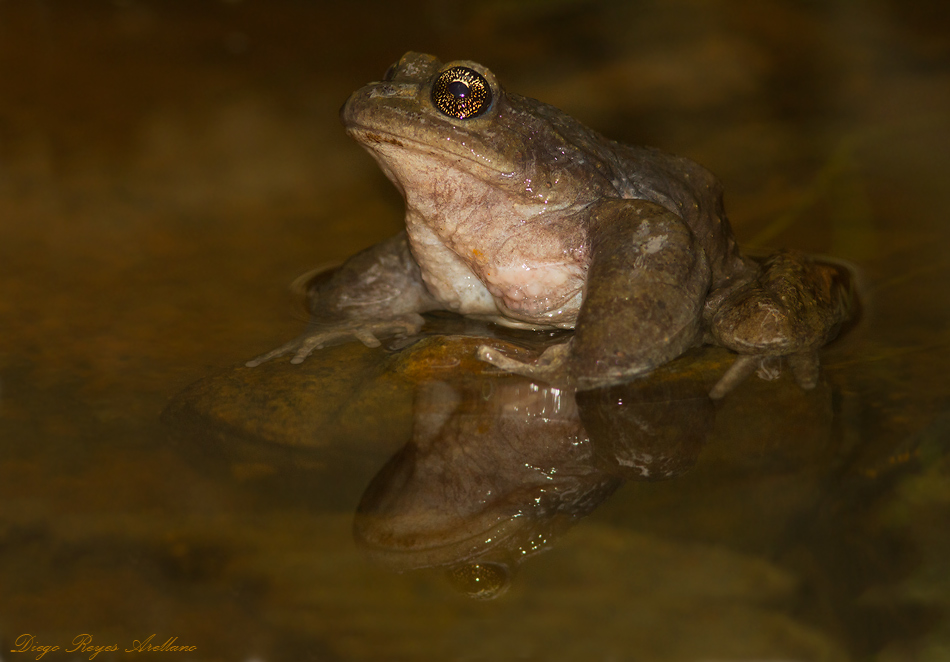
Alsodes nodosus
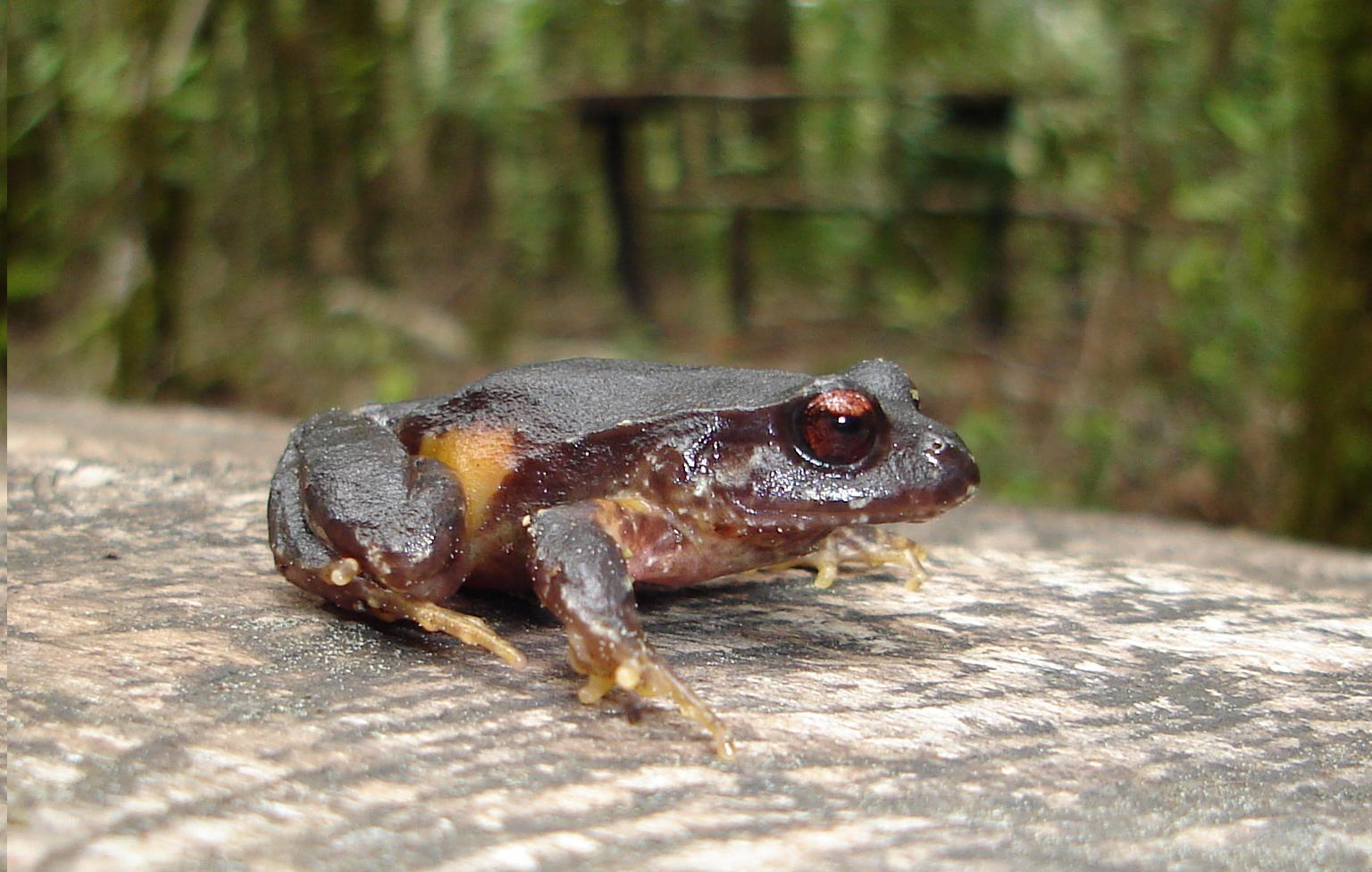
Eupsophus roseus
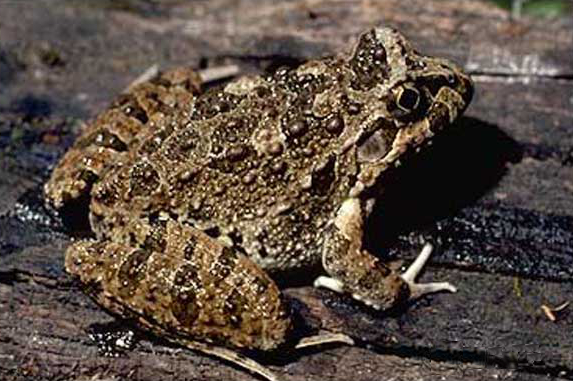
Limnomedusa macroglossa